# Сосик
Сосик (укр. Сасик, Сосик) — река, впадающая в Березанский лиман, расположенный на территории Веселиновского и Березанского районов (Николаевская область, Украина).

## География
Длина — 45 км. Площадь бассейна — 551 км². Долина трапециеобразная, шириной до 2 км, глубиной до 20-30 м. Пойма шириной до 30 м. Долина изредка изрезана ярами и промоинами. Русло умеренно-извилистое, шириной до 5 м, на протяжении почти всей длины пересыхает. На реке есть пруды. Используется для орошения.
Берёт начало в балке, севернее села Ивановка. Река течёт на юго-восток. Впадает в Сосицкий лиман (залив Березанского лимана) между сёлами Василевка и Лиманское.
Притоки: безымянные балки
Населённые пункты (от истока к устью):
Веселиновский район
1. Ивановка
2. Кубряки
3. Гамово

Березанский район
1. Богдановка
2. Комиссаровка
3. Елизаветовка
4. Червоный Подол
5. Дмитровка
6. Александровка
7. Марковка
8. Малахово
9. Попельное
10. Андреевка
11. пгт Березанка
12. Красное
13. Василевка